# Samangan (province)
Pour les articles homonymes, voir Samangan.
Samangan ou Samangân est une province du nord de l'Afghanistan. Sa capitale est Samangan (Aibak).

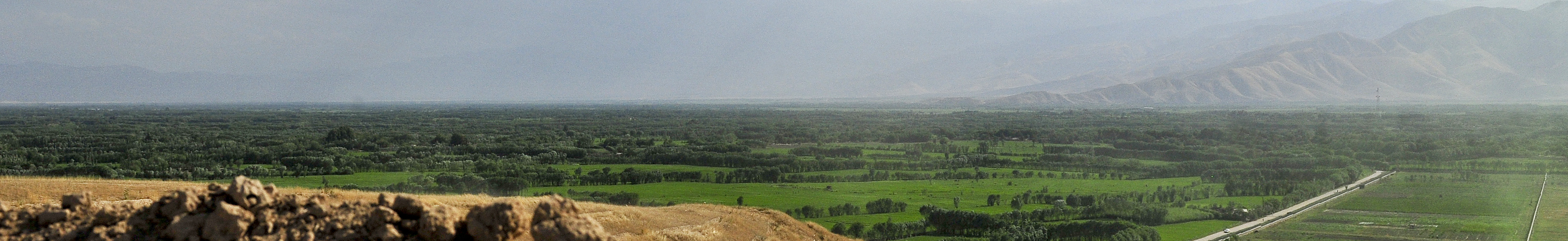
Province de Samangan

## Liste des villages de la province
- Khoulm